# Kyōgoku Takakazu (d. 1662)
Kyōgoku Takakazu (京極孝和, [[[1619]] - 1662] Erro: {{japonês}}: texto da transliteração contém caractere não latino (pos 19) (ajuda)) - Líder do Clã Kyōgoku e daimyo durante o xogunato Tokugawa 
O segundo líder do Clã Kyōgoku, Kyōgoku Tadataka morreu sem deixar herdeiros. Seu patrimônio foi revertido ao shogunato , então o bakufu designou Kyōgoku Takakazu, filho de Kyōgoku Takamasa irmão de Tadataka, para continuar a linhagem. Tadakazu foi vassalo em Tatsuno (50.000 koku ) na província de Harima . Em 1658, a família foi transferida para Marugame na província de Sanuki , onde seu clã permaneceu até a abolição do sistema han em 1871.
| Precedido por Kyōgoku Tadataka        | -- 3º Líder do Clã Kyōgoku 1637-1662 | Sucedido por Kyōgoku Takatoyo |
| Precedido por Yamazaki Osamu Yoriyuki | Daymio de Marugame 1658-1662         | Sucedido por Kyōgoku Takatoyo |